# Shōsan-ji

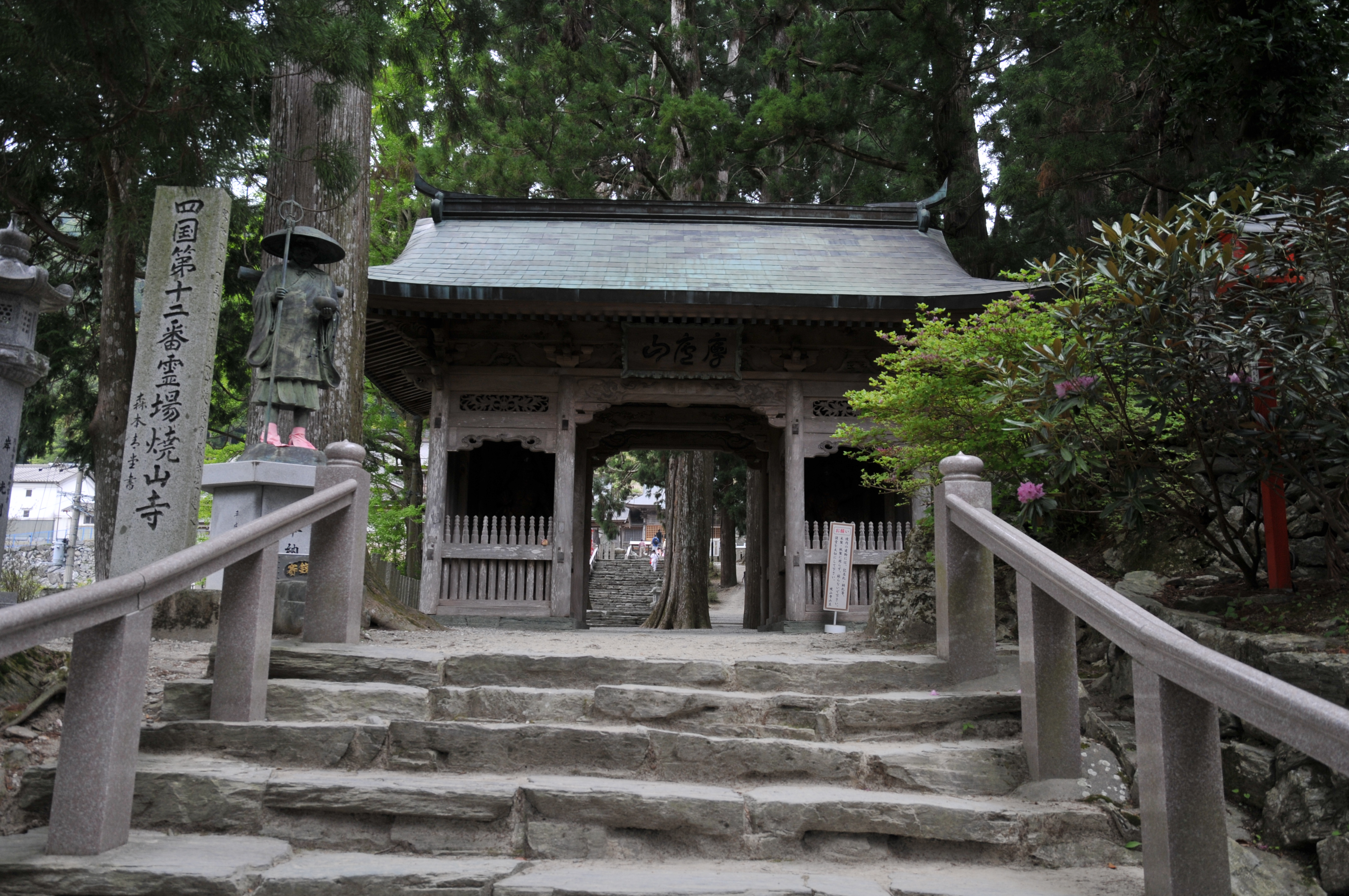

Le temple Shōsan-ji (焼山寺) est le 12e temple du pèlerinage de Shikoku, sur l'île de Shikoku, au Japon. 
On y accède, depuis le temple 11 Fujii-dera après une longue journée de marche en montagne. Shōsan-ji est situé à une altitude de 706 m, c’est le deuxième plus haut temple du pèlerinage.
En 2015, le Shōsan-ji est désigné Japan Heritage avec les 87 autres temples du pèlerinage de Shikoku.